# リトル★ニッキー
『リトル★ニッキー』（Little Nicky）は、2000年制作のアメリカ映画。

## ストーリー
サタンの末っ子ニッキーは、残酷な兄のエイドリアンとカシウスにいつもいじめられてばかりいた。そろそろ引退を考えていたサタンだが、地獄を治めるには悪と善のバランスが大事なのに、自分のどの息子も相応しくないと考え、もう10,000年間自分で地獄を治めることを決める。
ところが、サタンの座を狙っていたエイドリアンとカシウスはこの決定に怒り、地上に地獄を作ろうと勝手に出て行ってしまう。そのため、落ちてきた人間の魂が地獄に入れなくなってしまい、サタンの身体が少しずつ崩壊し始める。最愛の父を救うため、ニッキーは兄2人が行った地上へと向かう。

## 登場人物
ニッキー
前髪を垂らした地獄の第三王子。優しいが気弱な性格で、喋り方も弱々しく、兄たちに馬鹿にされいじめられている。顔もシャベルで殴られて歪んでいる。
念力や腕力も兄たちに劣るが、体内には邪悪が詰まっており、折々に悪魔的な力とイビキを発揮する。
趣味はヘヴィメタル、好物はチェーン店「ポパイズ」のフライドチキン。
兄たちと共通する性質として、地上で死んでも地獄に戻るだけで済むという特徴がある。
サタン
角を生やした地獄の王。気さくで公正だが、末っ子のニッキーのことは甘やかしている。
地獄に魂が入ってこないと力が弱まり、体の末端から消滅してしまう運命にある。
日課はヒトラーの尻を拷問すること。
エイドリアン
短髪を逆立てた地獄の第一王子。冷酷で頭脳明晰、念力も強い美男子。
地上へ出奔して識者や権力者の体に入り、モラルを乱して第二の地獄を作ろうと画策する。
好物はペパーミントのシュナップス。
カシウス
スキンヘッドで色黒な地獄の第二王子。腕力は随一で念力も強いが、頭が回らない。
エイドリアンの誘いに応じて出奔し、様々な人間に入り込んで悪事を働く。
ニッキーをシャベルで殴って顔を歪めた張本人。
ルシファー
老いた地獄の先王。サタンの父親である。
「天国で支配されるより地獄で支配したほうがいい」という信念のもと、地獄を作って支配者となる。
ヴァレリー
眼鏡をかけたデザイン学校の女子生徒。思いやりがあり、ニッキーのセンスにも理解を示す。
スリと揉めたニッキーに加勢したのを切っ掛けに、ニッキーと親しく付き合うようになる。
トッド
眼鏡をかけた俳優志望の男性。中性的な喋り方をする。
安アパートでニッキーとルームシェアを始める。
ジョン&ピーター
長髪の二人組。ステレオタイプなヘヴィメタルファンで、享楽的かつ悪魔を崇拝している。
ニッキーの悪魔的イビキに興味を持ち、接近するようになる。

## キャスト
| 役名                     | 俳優                           | 日本語吹替 |
| ------------------------ | ------------------------------ | ---------- |
| ニッキー                 | アダム・サンドラー             | 藤原啓治   |
| ヴァレリー               | パトリシア・アークエット       | 松本梨香   |
| サタン                   | ハーヴェイ・カイテル           | 大塚周夫   |
| エイドリアン             | リス・エヴァンス               | 山路和弘   |
| カシウス                 | トム・“タイニー”・リスター・Jr | 古田信幸   |
| ルシファー               | ロドニー・デンジャーフィールド | 城山堅     |
| トッド                   | アレン・コヴァート             | 鈴置洋孝   |
| ピーター                 | ピーター・ダンテ               | 後藤哲夫   |
| ジョン                   | ジョナサン・ローラン           | 岩崎ひろし |
| ビーフィの声             | ロバート・スミゲル             | 永井一郎   |
| ホーリー（天使）         | リース・ウィザースプーン       | 松本梨香   |
| ジミー（デーモン）       | ブレイク・クラーク             | 宝亀克寿   |
| 門番                     | ケヴィン・ニーロン             | 広川太一郎 |
| のぞき魔                 | ジョン・ロヴィッツ             | 岩崎ひろし |
| 審判                     | ダナ・カーヴィ                 |            |
| 神父                     | クエンティン・タランティーノ   | 広川太一郎 |
| アンドリュー             | クリント・ハワード             |            |
| 警察署長                 | マイケル・マッキーン           | 牛山茂     |
| チャブス                 | カール・ウェザース             | 青山穣     |
| 市民                     | ロブ・シュナイダー             | 青山穣     |
| オジー・オズボーン       | オジー・オズボーン             | 石井隆夫   |
| ダン・マリーノ           | ダン・マリーノ                 | 鈴置洋孝   |
| スポーツのレポーター     | チャーリー・ライス             | 河野智之   |
| エンディングナレーション | エンディングナレーション       | 広川太一郎 |

- その他の声の吹き替え：小野未喜、杉本ゆう、髙月希海、木村雅史、斉藤次郎